# Zlătunoaia, Botoșani
Zlătunoaia este un sat în comuna Lunca din județul Botoșani, Moldova, România.